# مرونة التربة
تُشير مرونة التربة أو رجوعية التربة (بالإنجليزية: Soil resilience)‏، إلى قدرة التربة على مقاومة أو استعادة قدرتها في دعم أنشطة الحياة بها، شريطة أن تكون الاضطرابات التي تعرضت لها تلك التي نتجت عن الأنشطة البشرية، ليست متطرفة وقوية جداً، وأن يتوفر الوقت الكافي للاستعادة الذاتية لعمليات دعم الحياة. وهذه القدرة على التجديد الذاتي لإنتاجية التربة هي ما يسمى برجوعية التربة.